# Való Világ 11
A Való Világ 11 (gyakran használt rövidítéssel VV11) a Való Világ realityműsor tizenegyedik szériája, amelyet az előző öt évadhoz hasonlóan ismét az RTL Kettőn sugároztak.
A műsor 2022. november 20-án  vette kezdetét, a műsorvezetők az előző évadokhoz megszokottan Nádai Anikó és Puskás Péter. A Bele Való Világ műsorvezetői pedig az előző évadból ismert Schumacher Vanda, Gáspár Győzőt pedig Kamarás Norbert váltotta. 
Nádai Anikó évközben távozott a műsorból. 2022. december 12-től Schumacher Vanda a Való Világ műsorvezetője, míg a Bele Való Világ új műsorvezetője Balázs Mercédesz.
A műsor döntőjére 2023. március 5-én került sor.

## A műsor menete
A műsor első ajánlója 2022. június 22-én került képernyőre. Ugyanezen a napon indult a jelentkezés a villalakóknak.
Az első adás, azaz a beköltöző show, 2022. november 20-án, vasárnap 21:00-kor kezdődött. A műsort mindennap élőben közvetíti az RTL Kettő kezdetben 22:00-tól, majd december 5-től 21:45-től.
Ebben az évadban is jelentkezett a Való Világ kísérő műsora a Bele Való Világ, mely kezdetben 23:00-tól, majd december 5-től 22:45-től. Ezt a műsort Kamarás Norbert és Balázs Mercédesz felváltva vezették.
| A Való Világ 11 műsorideje az RTL Kettő-n. | A Való Világ 11 műsorideje az RTL Kettő-n.         | A Való Világ 11 műsorideje az RTL Kettő-n.         |
| ------------------------------------------ | -------------------------------------------------- | -------------------------------------------------- |
| Nap                                        | ValóVilág11                                        | BeleValóVilág                                      |
| Hétfő                                      | Kezdetben 22:00-tól majd, december 5-től 21:45-től | Kezdetben 23:00-tól majd, december 5-től 22:45-től |
| Kedd                                       | Kezdetben 22:00-tól majd, december 5-től 21:45-től | Kezdetben 23:00-tól majd, december 5-től 22:45-től |
| Szerda                                     | Kezdetben 22:00-tól majd, december 5-től 21:45-től | Minden kihívás napján 23:30                        |
| Csütörtök                                  | Kezdetben 22:00-tól majd, december 5-től 21:45-től | Kezdetben 23:00-tól majd, december 5-től 22:45-től |
| Péntek                                     | Kezdetben 22:00-tól majd, december 5-től 21:45-től | Kezdetben 23:00-tól majd, december 5-től 22:45-től |
| Szombat                                    | 21:00                                              | Kezdetben 23:00-tól majd, december 5-től 22:45-től |
| Vasárnap                                   | Kezdetben 22:00-tól majd, december 5-től 21:45-től | Kezdetben 23:00-tól majd, december 5-től 22:45-től |

## Villalakók
A 11. széria első nyolc villalakóját 2022. november 19-én 19:30-kor mutatták be a Fókuszban. Ők nyolcan november 20-án költöztek be a villába, sorrend szerint: Bibi, Ákos, Lamin, Lissza, Reni, Barna, Melina és Sajti. Őket követte Rico, Piros, Henrik, Kriszti és Anita. A 7. adásban zajló nézői unszimpátia-szavazáson kieső Lamin helyére pedig érkezett 2 új villalakó is, név szerint Márió és Dani. 
| Név                         | Kor | Lakhely   | Foglalkozás                 | Beköltözés ideje   |
| --------------------------- | --- | --------- | --------------------------- | ------------------ |
| Bibi (Szabados Bianka)      | 21  | Esztergom | munkanélküli                | 2022. november 20. |
| Ákos (Károly Ákos)          | 24  | Budapest  | egyetemista                 | 2022. november 20. |
| Lamin (Lamin Mboob)         | 27  | Győr      | séf                         | 2022. november 20. |
| Lissza (Szabó Melissza)     | 21  | Budapest  | irodai asszisztens, hostess | 2022. november 20. |
| Reni (Kreutzer Renáta)      | 27  | Kalocsa   | pincér                      | 2022. november 20. |
| Barna (Fenyvesi Barna )     | 25  | Komló     | rendezvényszervező          | 2022. november 20. |
| Melina (Böszörményi Melina) | 29  | Budapest  | dohánybolti eladó           | 2022. november 20. |
| Sajti (Sajtos Arnold)       | 31  | Budapest  | szakács                     | 2022. november 20. |
| Rico (Dicati Riccardo)      | 24  | Bracciano | sofőr                       | 2022. november 21. |
| Piros (Varga Piroska)       | 27  | Debrecen  | HR-es                       | 2022. november 22. |
| Henrik (Demendi Henrik)     | 23  | Budapest  | munkanélküli                | 2022. november 22. |
| Kriszti (Karnics Kriszta)   | 23  | Budapest  | pincér                      | 2022. november 23. |
| Anita (Krakovszki Anita)    | 28  | Várpalota | pultos                      | 2022. november 24. |
| Márió (Deli Márió János)    | 24  | Gyöngyös  | labdarúgó                   | 2022. november 26. |
| Dani (Dénes Dániel)         | 28  | Budapest  | felszolgáló                 | 2022. november 26. |

## Összesített eredmény
| Hely.        | Villalakó    | Nézői unszimpátia               | Kiválasztás                   | Kiválasztás                 | Kiválasztás                  | Kiválasztás                   | Kiválasztás                  | Kiválasztás                    | Kiválasztás                                  | Kiválasztás                    | Kiválasztás                   | Kiválasztás | Nézői szimpátia | Státusz                                     |
| Hely.        | Villalakó    | Nézői unszimpátia               | 1.                            | 2.                          | 3.                           | 4.                            | 5.                           | 6.                             | 7.                                           | 8.                             | 8.                            | 9.          | Nézői szimpátia | Státusz                                     |
| Hely.        | Villalakó    | 2022                            | 2022                          | 2022                        | 2022                         | 2022/2023                     | 2023                         | 2023                           | 2023                                         | 2023                           | 2023                          | 2023        | 2023            | Státusz                                     |
| Hely.        | Villalakó    | november 26.                    | november 26.                  | december 10.                | december 22.                 | december 31.                  | január 14.                   | január 28.                     | február 11.                                  | február 20.                    | február 20.                   | február 27. | március 4.      | Státusz                                     |
| ------------ | ------------ | ------------------------------- | ----------------------------- | --------------------------- | ---------------------------- | ----------------------------- | ---------------------------- | ------------------------------ | -------------------------------------------- | ------------------------------ | ----------------------------- | ----------- | --------------- | ------------------------------------------- |
| 1.           | Kriszti      | 0,98%                           | Melina                        | Reni                        | Ákos                         | Piros                         | Melina                       | Dani                           | Melina                                       | Melina                         | Melina                        | Melina      | 26,66%          | Győztes (103 napot töltött a villában)      |
| 2.           | Melina       | 2,05%                           | Kriszti                       | Piros                       | Lissza                       | Kriszti                       | Sajti                        | Márió                          | Barna                                        | Márió                          | Márió                         | Kriszti     | 27,92%          | 2. helyezett (106 napot töltött a villában) |
| 3.           | Rico         | 3,84%                           | Anita                         | Piros                       | Ákos                         | Piros                         | Sajti                        | Dani                           | Lissza                                       | Reni                           | Reni                          | Reni        | 26,28%          | 3. helyezett (105 napot töltött a villában) |
| 4.           | Reni         | 3,07%                           | Kriszti                       | Piros                       | Barna                        | Piros                         | Sajti                        | Márió                          | Barna                                        | Rico                           | Rico                          | Rico        | 19,14%          | Kiszavazva (105 napot töltött a villában)   |
| 5.           | Lissza       | 3,54%                           | Rico                          | Piros                       | Reni                         | Piros                         | Sajti                        | Melina                         | Barna                                        | Melina                         | Melina                        | Rico        |                 | Kiszavazva (104 napot töltött a villában)   |
| 6.           | Márió        | [a]                             | [a]                           | Kriszti                     | Dani                         | Piros                         | Sajti                        | Melina                         | Melina                                       | Melina                         | Melina                        |             |                 | Kiszavazva (92 napot töltött a villában)    |
| 7.           | Ákos         | 2,13%                           | Bibi                          | Piros                       | Kriszti                      | Barna                         | Rico                         | Rico                           | Rico                                         | Rico                           | Rico                          |             |                 | Kiszavazva (98 napot töltött a villában)    |
| 8.           | Barna        | 0,94%                           | Melina                        | Piros                       | Ákos                         | Dani                          | Melina                       | Dani                           | Lissza                                       |                                |                               |             |                 | Kiszavazva (91 napot töltött a villában)    |
| 9.           | Dani         | [a]                             | [a]                           | Piros                       | Márió                        | Barna                         | Sajti                        | Márió                          |                                              |                                |                               |             |                 | Kiszavazva (71 napot töltött a villában)    |
| 10.          | Sajti        | 0,43%                           | Rico                          | Piros                       | Rico                         | Piros                         | Márió                        |                                |                                              |                                |                               |             |                 | Kiszavazva (63 napot töltött a villában)    |
| 11.          | Piros        | 5,42%                           | Bibi                          | Reni                        | Barna                        | Barna                         |                              |                                |                                              |                                |                               |             |                 | Kiszavazva (47 napot töltött a villában)    |
| 12.          | Bibi         | 32,70%                          | Melina                        | Piros                       | Ákos                         |                               |                              |                                |                                              |                                |                               |             |                 | Kiszavazva (42 napot töltött a villában)    |
| 13.          | Anita        | 2,88%                           | Kriszti                       | Piros                       |                              |                               |                              |                                |                                              |                                |                               |             |                 | Kiszavazva (24 napot töltött a villában)    |
| 14.          | Henrik       | 0,72%                           | Anita                         |                             |                              |                               |                              |                                |                                              |                                |                               |             |                 | Kiszavazva (12 napot töltött a villában)    |
| 15.          | Lamin        | 41,30%                          |                               |                             |                              |                               |                              |                                |                                              |                                |                               |             |                 | Kiszavazva (7 napot töltött a villában)     |
| Védett       | Védett       |                                 | Márió[a] Dani[a]              | Melina[c]                   | Piros                        | Ákos                          | Reni Melina[e] Kriszti[e]    | Barna                          | Márió                                        | Lissza                         | Lissza                        | [i]         |                 |                                             |
| Kiválasztott | Kiválasztott | Melina[b]                       | Piros                         | Ákos                        | Piros                        | Sajti                         | Márió[g]                     | Barna                          | Melina                                       | Melina                         | Rico                          |             |                 |                                             |
| Kihívott     | Kihívott     | november 30.                    | december 14.                  | december 28.                | január 4.                    | január 18.                    | február 1.                   | február 15.                    | február 20.                                  | február 22.                    | március 1.                    |             |                 |                                             |
| Kihívott     | Kihívott     | Henrik                          | Anita[d]                      | Bibi                        | Reni                         | Barna[f]                      | Dani                         | Lissza                         | Márió                                        | Ákos[h]                        | Lissza[j]                     |             |                 |                                             |
| Párbaj       | Párbaj       | december 3.                     | december 17.                  | december 31.                | január 7.                    | január 21.                    | február 4.                   | február 18.                    | február 25.                                  | február 25.                    | március 3.                    |             |                 |                                             |
| Párbaj       | Párbaj       | Melina (68,03%) Henrik (31,97%) | Piros (69,96%) Anita (30,04%) | Ákos (61,10%) Bibi (38,90%) | Piros (35,30%) Reni (64,70%) | Sajti (41,13%) Barna (58,87%) | Márió (50,89%) Dani (49,11%) | Barna (47,00%) Lissza (53,00%) | 1. kör                                       | 2. kör                         | Rico (63,93%) Lissza (36,07%) |             |                 |                                             |
| Párbaj       | Párbaj       | Melina (68,03%) Henrik (31,97%) | Piros (69,96%) Anita (30,04%) | Ákos (61,10%) Bibi (38,90%) | Piros (35,30%) Reni (64,70%) | Sajti (41,13%) Barna (58,87%) | Márió (50,89%) Dani (49,11%) | Barna (47,00%) Lissza (53,00%) | Melina (40,17%) Márió (31,06%) Ákos (28,76%) | Melina (55,21%) Márió (44,79%) | Rico (63,93%) Lissza (36,07%) |             |                 |                                             |
| Kiszavazott  | Kiszavazott  | Lamin                           | Henrik                        | Anita                       | Bibi                         | Piros                         | Sajti                        | Dani                           | Barna                                        | Ákos                           | Márió                         | Lissza      | Reni            |                                             |

↑ a: Márió és Dani az első kiválasztás előtt pár perccel költöztek be a villába cserejátékosként a nézői unszimpátia-szavazáson kieső Lamin helyére, így védettséget kaptak, a kiválasztáson pedig nem szavazhattak.

↑ b: Az első kiválasztáson Melina és Kriszti is három-három kiválasztójelet kaptak. Bibi, mint villamester végül Melinára köttette a zöld kendőt.

↑ c: Melina a második kihívás előtt lemondott a védettséget szimbolizáló lila kendőről.

↑ d: Piros megszegte a Való Világ egyik szigorú szabályát, miszerint a kihívás előtt megnevezte kihívottját, Bibit, akit emiatt végül nem hívhatott ki, és más játékossal kellett párbajoznia.

↑ e: A technikum hét két győztese, Melina és Kriszti jutalmáról szavazhattak a nézők, melyet a párbajvédettség nyert meg, így ők a kihívásra védettséget kaptak.

↑ f: Sajti a kihívás előtt megnevezett minden villalakót, mint kihívottat, így ez büntetéssel járt. A nézők szavazhatták meg, hogy kik közül választhat, akik Barna, Dani és Márió mellett döntöttek. Sajti kizárólag közülük választhatott.

↑ g: A hatodik kiválasztáson Márió és Dani is három-három kiválasztójelet kaptak. Melina, mint villamester végül Márióra köttette a zöld kendőt.

↑ h: A nyolcadik párbajon három játékos is részt vesz, ahonnan csak egy juthat tovább. A kiválasztott, azaz Melina kihívottja, Márió dönthette el, hogy ki legyen a harmadik párbajozó.

↑ i: A 9. párbajtól már megszűnt a védettséget szimbolizáló lila kendő.

↑ j: Az utolsó kihíváson Rico Renit választotta párbajellenfeleként, viszont Reni felhasználta a piros kendőt, és Lisszát küldte maga helyett párbajozni.

### Finálé

#### A végeredmény
| Finalista | Eredmény | Eredmény    | Státusz      |
| Finalista | Első kör | Második kör | Státusz      |
| --------- | -------- | ----------- | ------------ |
| Kriszti   | 39,55%   | 60,14%      | Győztes      |
| Melina    | 31,16%   | 39,86%      | 2. helyezett |
| Rico      | 29,29%   |             | 3. helyezett |

### Piros kendő
A 11. évad egyik újítása, hogy játékba került a piros kendő, melynek tulajdonosáról az első héten zajló nézői szavazatok döntöttek, miszerint ki a legszórakoztatóbb villalakó. A piros kendő a játék időtartama alatt egy alkalommal lehetőséget biztosít tulajdonosának, hogy ha kiválasztottá vagy kihívottá válik, maga helyett mást küldjön párbajozni.
| Villalakó | Szavazás              | Szavazás              | Szavazás              | Szavazás              | Szavazás              |
| Villalakó | 1. - 2. adás          | 3. adás               | 4. adás               | 5. adás               | 6. adás               |
| --------- | --------------------- | --------------------- | --------------------- | --------------------- | --------------------- |
| Bibi      | 14,21%                | 7,24%                 | 8,68%                 | 5,38%                 | 5,71%                 |
| Ákos      | 10,89%                | 13,61%                | 13,04%                | 7,72%                 | 6,54%                 |
| Lamin     | 33,53%                | 16,78%                | 10,79%                | 8,06%                 | 7,03%                 |
| Lissza    | 3,04%                 | 4,33%                 | 2,10%                 | 1,17%                 | 1,20%                 |
| Reni      | 5,41%                 | 8,16%                 | 4,33%                 | 2,46%                 | 4,32%                 |
| Barna     | 10,89%                | 9,44%                 | 7,34%                 | 6,69%                 | 6,36%                 |
| Melina    | 7,06%                 | 10,32%                | 4,53%                 | 1,83%                 | 2,73%                 |
| Sajti     | 14,98%                | 24,90%                | 28,69%                | 19,28%                | 17,83%                |
| Rico      | Még nem volt játékban | 5,23%                 | 3,98%                 | 1,91%                 | 2,09%                 |
| Piros     | Még nem volt játékban | Még nem volt játékban | 6,32%                 | 29,60%                | 21,80%                |
| Henrik    | Még nem volt játékban | Még nem volt játékban | 10,19%                | 8,93%                 | 8,14%                 |
| Kriszti   | Még nem volt játékban | Még nem volt játékban | Még nem volt játékban | 6,97%                 | 14,26%                |
| Anita     | Még nem volt játékban | Még nem volt játékban | Még nem volt játékban | Még nem volt játékban | 1,98%                 |
| Márió     | Még nem volt játékban | Még nem volt játékban | Még nem volt játékban | Még nem volt játékban | Még nem volt játékban |
| Dani      | Még nem volt játékban | Még nem volt játékban | Még nem volt játékban | Még nem volt játékban | Még nem volt játékban |

Az utolsó szavazás alapján Pirosnál maradt a piros kendő, így ő lett annak végső tulajdonosa. A 4. párbaj során Piros alulmaradt Renivel szemben, így a piros kendőnek Reni lett az új tulajdonosa. 
Reni az utolsó kihívottként felhasználta a piros kendőt, helyette Lissza ment párbajozni az VV11 utolsó párbajára. 

### Villamesteri pozíció
| Villamester | Nap                |
| ----------- | ------------------ |
| Bibi        | 2. nap – 8. nap    |
| Ákos        | 8. nap – 15. nap   |
| Anita       | 15. nap – 28. nap  |
| Sajti       | 29. nap – 37. nap  |
| Barna       | 37. nap – 51. nap  |
| Melina      | 51. nap – 71. nap  |
| Kriszti     | 71. nap – 85. nap  |
| Rico        | 85. nap – 99. nap  |
| Reni        | 99. nap – 105. nap |

### Tematikus hetek
1. Beköltözés hete A Beköltöző show-n (november 20-án) 8-an vették birtokba a VV11 villáját. Hétfőn (nov. 21.) csatlakozott hozzájuk a 9., kedden a 10. és 11., szerdán a 12., majd csütörtökön a 13. villalakó. A szombati (nov. 26.) szimpátia szavazáson távozott közülük egyvalaki és még aznap beköltözött a 2 legutolsó villalakó. A VV11 villájában így 14 volt a maximális létszám.
2. Influencer hét  A feladat és cél az Instagram követők számának növelése volt, a villalakók pedig naponta kaptak visszajelzést a napi új követőik számáról. Nyertes: Rico. Jutalma: élő találkozás egy rajongójával, aki egy Magyarországon élő kínai srác.
3. Páros hét A villalakók szimpátia alapon 6 lány-fiú párost alakítottak. Reni pár nélkül maradt, ő pincérnő, védőnő, babysitter feladatokat látott el. A párok: Bibi-Sajti, Lissza-Márió, Melina-Dani, Piros-Ákos, Kriszti-Barna, Anita-Rico. A párosok a hét folyamán egy pár életének teljes életciklusán végigmentek játékos feladatok, imitált próbatételek során: eljegyzés, esküvő, ismerkedés egymás szüleivel, összekötve együtt élés, terhesség, gender party, baba érkezés, kisbaba nevelés. Nyertes: Kriszti-Barna. Jutalmuk: megtudhatták a villalakók eheti követőszám növekedésének sorrendjét.
4. Önfejlesztő napok  A villába Gaál Viktor pszichológus érkezett, aki az első hetek villabeli nagy konfliktusait és a mögöttük álló személyiségek belső, gyerekkori traumáit dolgozta, dolgoztatta fel a villalakókkal. A legmegrázóbb, legmeghatóbb helyzetek Márió édesapjának egy évvel ezelőtti elhalálozása, illetve a Bibi-Ákos konfliktus feldolgozása során felszínre került Bibi és Ákos gyerek-/fiatalkori traumái voltak.
5. Manó napok + Karácsony  Karácsony előtti napokban a villalakók három 4 fős csapatban karácsonyi díszeken, ajándékokon dolgoztak Noel Főmanónak, amiért manótallérokat kaptak cserébe. A legtöbb manótallért gyűjtött és így győztes csapat: Melina, Reni, Piros, Dani. A jutalmuk pedig egy villán kívüli külső program volt: jégkorcsolyázás.
6. Sorozat hét  A villalakók egy folytatásos szappanoperát forgattak kiskamerákkal. A sorozatuk nevének a Kérdések szenvedélye címet adták. Mindennap más páros volt a rendező-operatőr és az ő feladatuk volt a napi történetvezetés kitalálása is. A hét nyertese: Kriszti-Ákos. Jutalmuk: sushi vacsora.
7. Nélkülözés hete  Az újév elején a villalakók teljesen üres villára ébredtek: a nappaliból a bútorok és még a székek is kikerültek, üressé vált a konyha (se élelmiszerek, se eszközök), nem volt melegvízük és áram sem a konnektorokban. Közös céljuk lett a javak visszaszerzése, ami nem volt könnyű feladat számukra. Komplett szobát annak minden eszközével világrekordok megdöntésével kaphattak vissza, ellátmányuk szintjén (túlélő, csóró, normál és luxi csomag) egy csengős villámjáték teljesítésével tudtak javítani/rontani, eszközcsomagokhoz pedig az ún. szerencseszoba játékainak megnyerésével juthattak. A hét egyik legnagyobb teljesítménye: Reni a hihetetlennek tűnő világrekordot megközelítve több, mint 1 órán át twerkelt.
8. Technikum hét  A hét első fele az alapképzésről szólt szintfelmérővel és záróvizsgával, tantárgyak: matematika, magyar, földrajz, biológia. A hét második felében a villalakók 2 szakon folytatták tovább a tanulmányaikat: asztalos, fodrász. És persze nincs iskola sulirádió nélkül, amit minden este más tanuló páros működtetett. A szintfelmérőn sokan hibáztak, de Kriszti borult ki a leginkább, aki elrontotta az ABC-t, az alapképzés vizsgáján pedig Melina bukott meg matematikából. Kriszti a záróvizsgán kiválóan teljesített, Melina pedig 5-öst kapott a pótvizsgán matekból és a legjobb lett a fodrász szakvizsgán. A hét 2 nyertese: Kriszti, Melina. Jutalmuk: védettséget jelentő lila kendő.
9. Császárság hete  A hét egy hierarchia sorrenddel indult, ahol a villalakók egymást rangsorolták be az általuk elképzelt nézői szimpátia szerint. Az összesítés alapján Melina kapta az 1. számot, így ő lett a császárnő, aki jogokat kapott arra, hogy a villaéletet saját szabályai szerint alakítsa, ami rengeteg konfliktust szült. Az utolsó napon aztán fordult a kocka: az új császár a korábbi rangsor szerinti utolsó, azaz Márió lett, vagy ahogyan őt társai elnevezték, a Tömzsi Márió.
10. Interaktív hét Az idei évad nagy újítása az RTL+ élő stream, amin keresztül a nézők 0-24-ben élőben figyelemmel kísérhették a villalakók életét. Ezen a héten azonban a nézők nemcsak élőben nézhették, folyamatosan bele is szólhattak a villalakók életébe, csoportos, vagy személyre szabott feladatokat, akár büntetéseket szabhattak ki. Egyik legemlékezetesebb pillanat: a villalakók az étkező asztalnál vacsoráztak éppen, amikor a VV11 insta oldalán kiírt szavazáson Ákost szavazták meg a nézők mosogatónak, aki kiborulva, "ge**s nézők!"-et kiáltva vonult a konyhába eleget tenni a nézői kérésnek.
11. Fitt hét  A villalakók a hét első napján edző segítségével mérlegelésen, szintfelmérőn vettek részt. Ákos az első megterheléstől rosszul lett, Lissza pedig kiborult az edzői szigortól, amit Melina is rosszul tűrt az egész hét folyamán. Az edző végül a hét végén egy vizsgán, ahol egyéni képességeikhez mérten és a fejlődésüket értékelve hirdetett győztest. A hét 2 nyertese: Ákos, Lissza. Jutalmuk: hazatelefonálás, de csak egyikük számára. Ákos végül a lány javára lemondott a lehetőségről, így Lissza beszélgethetett telefonon az édesanyjával.
12. Tanya hét A héten a villalakók szó szerint egy tanyán ébredtek. A villa udvarán mindent szalma borított, 8 tyúk, 2 kecske fogadta őket és minden, ami egy tanyán megszokott. A héten Kastapuszta lakóinak az élelemért és még a fűtésért is meg kellett dolgozniuk. Zsolt gazda azonban megtanította őket az önellátásra: állatokról gondoskodni, kecskét fejni, tűzifát aprítani és olyan alapvető élelmiszereket készíteni, mint a kenyér, vaj, sajt, tészta stb. A hét nyertes párosa: Melina-Márió. A jutalmuk: mindkettejük édesanyja bejöhetett hozzájuk a villába... Lóháton és személyes érintkezés nélkül.
13. Média hét  A villalakóknak párosokba állva a közösségi médiából ismert kihívásokat, videókat kellett teljesíteniük, illetve készíteniük. A TikTok videóik hatalmas sikert arattak, rögtön az első napon Barna-Melina páros táncos TikTok videója sokszázezres megtekintést ért el. Ezek mellett mindennap egy párosnak villahíradót kellett készítenie, a #MIRŐLBESZ? bejelentkezését pedig a többiek a nappali tv-jén keresztül nézhették meg. A hét legnagyobb botránya: Kriszti és Rico híradója Barna-Melina továbbgondolt kapcsolatáról szólt, amit Melina hatalmas kiborulással díjazott. A hét nyertes párosa: Barna-Melina.
14. Visszavágó hét A villa irányítását ezúttal nem a nézők, hanem exvillalakók vették át a nyugiszobában berendezett szerkesztőség és mini villavezérlő által. Az első napon Bibi-Anita, utána VV10Vivi-VV10Robi érkezett villaszerkesztőnek, végül pedig Barna-Piros, akik igazán nem kímélték bentmaradt társaikat. A hét második fele pedig a hét végi rendhagyó hármas párbajról szólt.
15. Finálé hét  Három korábbi győztes: VV8Soma, VV9Zsuzsu, VV10Vivi látta el a TOP5 villalakót tanácsokkal, valamint kaptak útravalót és bíztatást családtagok által készített és rajongói videó üzenetekkel is. A villalakók közelről megláthatták a fődíjat, a 36 millió Ft-ot egy üveg széfben. Zárásként pedig az önfejlesztő napok pszichológusa látogatott el hozzájuk, megbeszélve egyenként a játékban maradt villalakókkal a saját jellemfejlődésüket.